# Quân hàm quân đội Hoa Kỳ
Quân hàm quân đội Hoa Kỳ là hệ thống cấp bậc đang được sử dụng cho sĩ quan, hạ sĩ quan và binh sĩ của quân chủng Lục quân, Hải quân, Không quân, Thủy quân lục chiến, Tuần duyên trong quân đội Hoa Kỳ ngày này.

## Hệ thống quân hàm trong quân chủng Lục quân

### Hệ thống quân hàm Sĩ quan
| Bậc Lương         | Đặc biệt             | Đặc biệt             | O-10      | O-10      | O-9                | O-9                | O-8           | O-8           | O-7               | O-7               | O-6     | O-6     | O-5                | O-5                | O-4      | O-4      | O-3     | O-3     | O-2              | O-2              | O-2              | O-1               | O-1               | O-1               | Không xếp hạng            | Không xếp hạng            | Không xếp hạng            | Không xếp hạng            | Không xếp hạng            | Không xếp hạng            | Không xếp hạng       | Không xếp hạng       | Không xếp hạng       | Không xếp hạng       | Không xếp hạng       | Không xếp hạng       |
| Mã NATO           | OF-10                | OF-10                | OF-9      | OF-9      | OF-8               | OF-8               | OF-7          | OF-7          | OF-6              | OF-6              | OF-5    | OF-5    | OF-4               | OF-4               | OF-3     | OF-3     | OF-2    | OF-2    | OF-1             | OF-1             | OF-1             | OF-1              | OF-1              | OF-1              | OF(D)                     | OF(D)                     | OF(D)                     | OF(D)                     | OF(D)                     | OF(D)                     | Học viên sĩ quan     | Học viên sĩ quan     | Học viên sĩ quan     | Học viên sĩ quan     | Học viên sĩ quan     | Học viên sĩ quan     |
| ----------------- | -------------------- | -------------------- | --------- | --------- | ------------------ | ------------------ | ------------- | ------------- | ----------------- | ----------------- | ------- | ------- | ------------------ | ------------------ | -------- | -------- | ------- | ------- | ---------------- | ---------------- | ---------------- | ----------------- | ----------------- | ----------------- | ------------------------- | ------------------------- | ------------------------- | ------------------------- | ------------------------- | ------------------------- | -------------------- | -------------------- | -------------------- | -------------------- | -------------------- | -------------------- |
| Lục quân Hoa Kỳ · |                      |                      |           |           |                    |                    |               |               |                   |                   |         |         |                    |                    |          |          |         |         |                  |                  |                  |                   |                   |                   | Various                   | Various                   | Various                   | Various                   | Various                   | Various                   | Không có tương đương | Không có tương đương | Không có tương đương | Không có tương đương | Không có tương đương | Không có tương đương |
| Lục quân Hoa Kỳ · | General of the Army  | General of the Army  | General   | General   | Lieutenant general | Lieutenant general | Major general | Major general | Brigadier general | Brigadier general | Colonel | Colonel | Lieutenant colonel | Lieutenant colonel | Major    | Major    | Captain | Captain | First lieutenant | First lieutenant | First lieutenant | Second lieutenant | Second lieutenant | Second lieutenant | Cadet / Officer candidate | Cadet / Officer candidate | Cadet / Officer candidate | Cadet / Officer candidate | Cadet / Officer candidate | Cadet / Officer candidate | Không có tương đương | Không có tương đương | Không có tương đương | Không có tương đương | Không có tương đương | Không có tương đương |
| Lục quân Hoa Kỳ · | Thống tướng Lục quân | Thống tướng Lục quân | Đại tướng | Đại tướng | Trung tướng        | Trung tướng        | Thiếu tướng   | Thiếu tướng   | Chuẩn tướng       | Chuẩn tướng       | Đại tá  | Đại tá  | Trung tá           | Trung tá           | Thiếu tá | Thiếu tá | Đại úy  | Đại úy  | Trung úy         | Trung úy         | Trung úy         | Thiếu úy          | Thiếu úy          | Thiếu úy          | Sĩ quan dự tuyển          | Sĩ quan dự tuyển          | Sĩ quan dự tuyển          | Sĩ quan dự tuyển          | Sĩ quan dự tuyển          | Sĩ quan dự tuyển          | Không có tương đương | Không có tương đương | Không có tương đương | Không có tương đương | Không có tương đương | Không có tương đương |
| Viết tắt          | GA                   | GA                   | GEN       | GEN       | LTG                | LTG                | MG            | MG            | BG                | BG                | COL     | COL     | LTC                | LTC                | MAJ      | MAJ      | CPT     | CPT     | 1LT              | 1LT              | 1LT              | 2LT               | 2LT               | 2LT               | OC                        | OC                        | OC                        | OC                        | OC                        | OC                        | Không có             | Không có             | Không có             | Không có             | Không có             | Không có             |

Cấp bậc "Thống tướng Lục quân" chỉ được phong hàm vào thời chiến hoặc trao như cấp bậc vinh dự.

### Hệ thống quân hàm Hạ sĩ quan, Binh sĩ
Các cấp bậc "Sergeant" có thể được gọi là "Trung Sĩ" hoặc "Thượng Sĩ", thuộc nhóm Hạ Sĩ Quan.
Các cấp bậc "Corporal" là "Hạ Sĩ" và được xem là cấp bậc căn bản của nhóm Hạ Sĩ Quan. Tuy cấp bậc "Specialist" cùng bậc với "Corporal" nhưng không có trách nhiệm về lãnh đạo.
| Bậc Lương         | Đặc Biệt                                                                         | Đặc Biệt                   | Đặc Biệt                   | E-9                             | E-9                             | E-9              | E-8            | E-8             | E-7                  | E-7                  | E-6               | E-6               | E-6               | E-6               | E-6               | E-6               | E-5      | E-5      | E-5      | E-5      | E-5      | E-5      | E-4      | E-4      | E-4         | E-4         | E-3                 | E-3                 | E-2                            | E-2                            | E-2                            | E-2                            | E-2                            | E-2                            | E-1                | E-1                |
| Mã NATO           | OR-9                                                                             | OR-9                       | OR-9                       | OR-9                            | OR-9                            | OR-9             | OR-8           | OR-8            | OR-7                 | OR-7                 | OR-6              | OR-6              | OR-6              | OR-6              | OR-6              | OR-6              | OR-5     | OR-5     | OR-5     | OR-5     | OR-5     | OR-5     | OR-4     | OR-4     | OR-4        | OR-4        | OR-3                | OR-3                | OR-2                           | OR-2                           | OR-2                           | OR-2                           | OR-2                           | OR-2                           | OR-1               | OR-1               |
| ----------------- | -------------------------------------------------------------------------------- | -------------------------- | -------------------------- | ------------------------------- | ------------------------------- | ---------------- | -------------- | --------------- | -------------------- | -------------------- | ----------------- | ----------------- | ----------------- | ----------------- | ----------------- | ----------------- | -------- | -------- | -------- | -------- | -------- | -------- | -------- | -------- | ----------- | ----------- | ------------------- | ------------------- | ------------------------------ | ------------------------------ | ------------------------------ | ------------------------------ | ------------------------------ | ------------------------------ | ------------------ | ------------------ |
| Lục quân Hoa Kỳ · | [ a ]                                                                            |                            |                            |                                 |                                 |                  |                |                 |                      |                      |                   |                   |                   |                   |                   |                   |          |          |          |          |          |          |          |          |             |             |                     |                     |                                |                                |                                |                                |                                |                                | Không có phhù hiệu | Không có phhù hiệu |
| Lục quân Hoa Kỳ · | Senior Enlisted Advisor to the Chairman                                          | Sergeant Major of the Army | Sergeant Major of the Army | Command sergeant major          | Command sergeant major          | Sergeant major   | First sergeant | Master sergeant | Sergeant first class | Sergeant first class | Staff sergeant    | Staff sergeant    | Staff sergeant    | Staff sergeant    | Staff sergeant    | Staff sergeant    | Sergeant | Sergeant | Sergeant | Sergeant | Sergeant | Sergeant | Corporal | Corporal | Specialist  | Specialist  | Private first class | Private first class | Private second class / Private | Private second class / Private | Private second class / Private | Private second class / Private | Private second class / Private | Private second class / Private | Private            | Private            |
| Lục quân Hoa Kỳ · | Hạ sĩ quan Cố vấn Cao cấp cho Chủ tịch Hội đồng Tham mưu trưởng Liên quân Hoa Kỳ | Thượng sĩ cố vấn Lục quân  | Thượng sĩ cố vấn Lục quân  | Thượng sĩ Cố vấn Chỉ huy trưởng | Thượng sĩ Cố vấn Chỉ huy trưởng | Thượng sĩ cố vấn | Thượng sĩ nhất | Thượng sĩ       | Trung sĩ nhất        | Trung sĩ nhất        | Trung sĩ tham mưu | Trung sĩ tham mưu | Trung sĩ tham mưu | Trung sĩ tham mưu | Trung sĩ tham mưu | Trung sĩ tham mưu | Trung sĩ | Trung sĩ | Trung sĩ | Trung sĩ | Trung sĩ | Trung sĩ | Hạ sĩ    | Hạ sĩ    | Chuyên viên | Chuyên viên | Binh nhất           | Binh nhất           | Binh nhì / Binh                | Binh nhì / Binh                | Binh nhì / Binh                | Binh nhì / Binh                | Binh nhì / Binh                | Binh nhì / Binh                | Binh (Binh nhì)    | Binh (Binh nhì)    |
| Viết tắt          | SEAC                                                                             | SMA                        | SMA                        | CSM                             | CSM                             | SGM              | 1SG            | MSG             | SFC                  | SFC                  | SSG               | SSG               | SSG               | SSG               | SSG               | SSG               | SGT      | SGT      | SGT      | SGT      | SGT      | SGT      | SPC      | SPC      | CPL         | CPL         | PFC                 | PFC                 | PV2                            | PV2                            | PV2                            | PV2                            | PV2                            | PV2                            | PV1                | PV1                |

## Hệ thống quân hàm trong quân chủng Không quân

### Hệ thống quân hàm Sĩ quan
| Bậc Lương        | O-1               | O-2              | O-3     | O-4      | O-5                | O-6     | O-7               | O-8           | O-9                | O-10      | Đặc biệt                 |
| ---------------- | ----------------- | ---------------- | ------- | -------- | ------------------ | ------- | ----------------- | ------------- | ------------------ | --------- | ------------------------ |
| Mã NATO          | OF-1              | OF-1             | OF-2    | OF-3     | OF-4               | OF-5    | OF-6              | OF-7          | OF-8               | OF-9      | OF-10                    |
| Cấp hiệu         |                   |                  |         |          |                    |         |                   |               |                    |           |                          |
| US Title         | Second Lieutenant | First Lieutenant | Captain | Major    | Lieutenant Colonel | Colonel | Brigadier General | Major General | Lieutenant General | General   | General of the Air Force |
| Viết tắt         | 2d Lt             | 1St Lt           | Capt    | Maj      | Lt Col             | Col     | Brig Gen          | Maj Gen       | Lt Gen             | Gen       | GAF                      |
| Danh xưng        | Thiếu úy          | Trung úy         | Đại úy  | Thiếu tá | Trung tá           | Đại tá  | Chuẩn tướng       | Thiếu tướng   | Trung tướng        | Đại tướng | Thống tướng Không quân   |
| Cấp hiệu cầu vai |                   |                  |         |          |                    |         |                   |               |                    |           |                          |

### Hệ thống quân hàm Hạ sĩ quan, Binh sĩ
Thành viên binh sĩ và Hạ Sĩ Quan được gọi chung là "Enlisted Airmen" trong Không Lực Hoa Kỳ.
Thuật ngữ "Airmen" (từ E-1 đến E-4) dùng để chỉ các nhân sự dưới bậc của Hạ Sĩ Quan
| Bậc lương            | E-1          | E-2      | E-3                | E-4           | E-5               | E-6                | E-7                 | E-7                 | E-8                    | E-8                    | E-9                   | E-9                   | E-9                           | Đặc Biệt                                                          | Đặc Biệt                               | Đặc Biệt                                                                |
| -------------------- | ------------ | -------- | ------------------ | ------------- | ----------------- | ------------------ | ------------------- | ------------------- | ---------------------- | ---------------------- | --------------------- | --------------------- | ----------------------------- | ----------------------------------------------------------------- | -------------------------------------- | ----------------------------------------------------------------------- |
| Mã NATO              | OR-1         | OR-2     | OR-3               | OR-4          | OR-5              | OR-6               | OR-7                | OR-7                | OR-8                   | OR-8                   | OR-9                  | OR-9                  | OR-9                          | OR-9                                                              | OR-9                                   | OR-9                                                                    |
| US Title             | Airman Basic | Airman   | Airman First Class | Senior Airman | Staff Sergeant    | Technical Sergeant | Master Sergeant [*] | Master Sergeant [*] | Senior Master Sergeant | Senior Master Sergeant | Chief Master Sergeant | Chief Master Sergeant | Command Chief Master Sergeant | Senior Enlisted Advisor to the Chief of the National Guard Bureau | Chief Master Sergeant of the Air Force | Senior Enlisted Advisor to the Chairman                                 |
| Viết tắt             | AB           | Amn      | A1C                | SrA           | SSgt              | TSgt               | MSgt                | MSgt                | SMSgt                  | SMSgt                  | CMSgt                 | CMSgt                 | CCC/CCM                       | SEANGB                                                            | CMSAF                                  | SEAC                                                                    |
| Danh xưng            | Tân binh     | Binh nhì | Binh nhất          | Hạ sĩ         | Trung sĩ tham mưu | Trung sĩ kỹ thuật  | Thượng sĩ           | Thượng sĩ           | Thượng sĩ cấp cao      | Thượng sĩ cấp cao      | Thượng sĩ Trưởng      | Thượng sĩ Trưởng      | Tư lệnh Thượng sĩ Trưởng      | Cố vấn Nhập ngũ Cao Cấp cho Cục trưởng Vệ Binh Quốc Gia           | Thượng sĩ Trưởng Không Quân            | Cố vấn Nhập ngũ Cao cấp cho Chủ tịch Hội đồng Tham mưu trưởng Liên quân |
| Cấp hiệu cầu vai [1] | non          |          |                    |               |                   |                    |                     |                     |                        |                        |                       |                       |                               |                                                                   |                                        |                                                                         |

[*] Từ quân hàm "thượng sĩ" trở trở lên thì có chức vụ thượng sĩ cố vấn. Các "thượng sĩ cố vấn" này được phân biệt với "thượng sĩ chỉ huy" bằng hình thoi ở trên cấp hiệu quân hàm.

## Hệ thống quân hàm trong quân chủng Hải quân

### Hệ thống quân hàm Sĩ quan
| Bậc lương         | Đặc biệt       | Đặc biệt       | O-10    | O-10    | O-9          | O-9          | O-8          | O-8          | O-7                       | O-7                       | O-6        | O-6        | O-5       | O-5       | O-4                  | O-4                  | O-3        | O-3        | O-2                       | O-2                       | O-2                       | O-1     | O-1     | O-1     | Không xếp hạng                        | Không xếp hạng                        | Không xếp hạng                        | Không xếp hạng                        | Không xếp hạng                        | Không xếp hạng                        | Không xếp hạng       | Không xếp hạng       | Không xếp hạng       | Không xếp hạng       | Không xếp hạng       | Không xếp hạng       |
| Mã NATO           | OF-10          | OF-10          | OF-9    | OF-9    | OF-8         | OF-8         | OF-7         | OF-7         | OF-6                      | OF-6                      | OF-5       | OF-5       | OF-4      | OF-4      | OF-3                 | OF-3                 | OF-2       | OF-2       | OF-1                      | OF-1                      | OF-1                      | OF-1    | OF-1    | OF-1    | OF(D)                                 | OF(D)                                 | OF(D)                                 | OF(D)                                 | OF(D)                                 | OF(D)                                 | Học viên sĩ quan     | Học viên sĩ quan     | Học viên sĩ quan     | Học viên sĩ quan     | Học viên sĩ quan     | Học viên sĩ quan     |
| ----------------- | -------------- | -------------- | ------- | ------- | ------------ | ------------ | ------------ | ------------ | ------------------------- | ------------------------- | ---------- | ---------- | --------- | --------- | -------------------- | -------------------- | ---------- | ---------- | ------------------------- | ------------------------- | ------------------------- | ------- | ------- | ------- | ------------------------------------- | ------------------------------------- | ------------------------------------- | ------------------------------------- | ------------------------------------- | ------------------------------------- | -------------------- | -------------------- | -------------------- | -------------------- | -------------------- | -------------------- |
| Hải quân Hoa Kỳ · |                |                |         |         |              |              |              |              |                           |                           |            |            |           |           |                      |                      |            |            |                           |                           |                           |         |         |         | (Nhiều phù hiệu)                      | (Nhiều phù hiệu)                      | (Nhiều phù hiệu)                      | (Nhiều phù hiệu)                      | (Nhiều phù hiệu)                      | (Nhiều phù hiệu)                      | Không có tương đương | Không có tương đương | Không có tương đương | Không có tương đương | Không có tương đương | Không có tương đương |
| Hải quân Hoa Kỳ · | Fleet admiral  | Fleet admiral  | Admiral | Admiral | Vice admiral | Vice admiral | Rear admiral | Rear admiral | Rear admiral (lower half) | Rear admiral (lower half) | Captain    | Captain    | Commander | Commander | Lieutenant commander | Lieutenant commander | Lieutenant | Lieutenant | Lieutenant (junior grade) | Lieutenant (junior grade) | Lieutenant (junior grade) | Ensign  | Ensign  | Ensign  | Midshipman / Officer candidate        | Midshipman / Officer candidate        | Midshipman / Officer candidate        | Midshipman / Officer candidate        | Midshipman / Officer candidate        | Midshipman / Officer candidate        | Không có tương đương | Không có tương đương | Không có tương đương | Không có tương đương | Không có tương đương | Không có tương đương |
| Hải quân Hoa Kỳ · | Đô đốc hạm đội | Đô đốc hạm đội | Đô đốc  | Đô đốc  | Phó đô đốc   | Phó đô đốc   | Chuẩn đô đốc | Chuẩn đô đốc | Chuẩn đô đốc (nửa dưới)   | Chuẩn đô đốc (nửa dưới)   | Hạm trưởng | Hạm trưởng | Chỉ huy   | Chỉ huy   | Phó chỉ huy          | Phó chỉ huy          | Hạm phó    | Hạm phó    | Hạm phó (cấp thấp)        | Hạm phó (cấp thấp)        | Hạm phó (cấp thấp)        | Hiệu kì | Hiệu kì | Hiệu kì | Sĩ quan boong giữa / Ứng viên sĩ quan | Sĩ quan boong giữa / Ứng viên sĩ quan | Sĩ quan boong giữa / Ứng viên sĩ quan | Sĩ quan boong giữa / Ứng viên sĩ quan | Sĩ quan boong giữa / Ứng viên sĩ quan | Sĩ quan boong giữa / Ứng viên sĩ quan | Không có tương đương | Không có tương đương | Không có tương đương | Không có tương đương | Không có tương đương | Không có tương đương |
| Viết tắt          | FADM           | FADM           | ADM     | ADM     | VADM         | VADM         | RADM         | RADM         | RDML                      | RDML                      | CAPT       | CAPT       | CDR       | CDR       | LCDR                 | LCDR                 | LT         | LT         | LTJG                      | LTJG                      | LTJG                      | ENS     | ENS     | ENS     | MID / OC                              | MID / OC                              | MID / OC                              | MID / OC                              | MID / OC                              | MID / OC                              | Không có             | Không có             | Không có             | Không có             | Không có             | Không có             |

### Hệ thống quân hàm Hạ sĩ quan
Các thành viên thủy thủ và hạ sĩ quan Hải Quân có bậc lương từ E-1 đến E-9. Các thủy thủ có bậc lương từ E-4 trở lên được gọi là Petty Officers (tương đương Hạ Sĩ) trong khi các thủy thủ bậc lương từ E-7 trở lên được gọi là Chief Petty Officers (Trung Sĩ hay Thượng Sĩ).
| Bậc lương         | Đặc Biệt                                                                         | Đặc Biệt                               | Đặc Biệt                               | E-9                                             | E-9                                 | E-9                         | E-8                                 | E-8                         | E-7                 | E-7                 | E-6                       | E-6                       | E-6                       | E-6                       | E-6                       | E-6                       | E-5                        | E-5                        | E-5                        | E-5                        | E-5                        | E-5                        | E-4                       | E-4                       | E-4                       | E-4                       | E-3      | E-3      | E-2               | E-2               | E-2               | E-2               | E-2               | E-2               | E-1               | E-1               |
| Mã NATO           | OR-9                                                                             | OR-9                                   | OR-9                                   | OR-9                                            | OR-9                                | OR-9                        | OR-8                                | OR-8                        | OR-7                | OR-7                | OR-6                      | OR-6                      | OR-6                      | OR-6                      | OR-6                      | OR-6                      | OR-5                       | OR-5                       | OR-5                       | OR-5                       | OR-5                       | OR-5                       | OR-4                      | OR-4                      | OR-4                      | OR-4                      | OR-3     | OR-3     | OR-2              | OR-2              | OR-2              | OR-2              | OR-2              | OR-2              | OR-1              | OR-1              |
| ----------------- | -------------------------------------------------------------------------------- | -------------------------------------- | -------------------------------------- | ----------------------------------------------- | ----------------------------------- | --------------------------- | ----------------------------------- | --------------------------- | ------------------- | ------------------- | ------------------------- | ------------------------- | ------------------------- | ------------------------- | ------------------------- | ------------------------- | -------------------------- | -------------------------- | -------------------------- | -------------------------- | -------------------------- | -------------------------- | ------------------------- | ------------------------- | ------------------------- | ------------------------- | -------- | -------- | ----------------- | ----------------- | ----------------- | ----------------- | ----------------- | ----------------- | ----------------- | ----------------- |
| Hải quân Hoa Kỳ · | [ a ]                                                                            | [ a ]                                  | [ a ]                                  | [ a ]                                           |                                     |                             |                                     |                             |                     |                     |                           |                           |                           |                           |                           |                           |                            |                            |                            |                            |                            |                            |                           |                           |                           |                           |          |          |                   |                   |                   |                   |                   |                   | Không có phù hiệu | Không có phù hiệu |
| Hải quân Hoa Kỳ · | Senior Enlisted Advisor to the Chairman                                          | Master Chief Petty Officer of the Navy | Master Chief Petty Officer of the Navy | Fleet / Force master chief petty officer        | Command master chief petty officer  | Master chief petty officer  | Command senior chief petty officer  | Senior chief petty officer  | Chief petty officer | Chief petty officer | Petty officer first class | Petty officer first class | Petty officer first class | Petty officer first class | Petty officer first class | Petty officer first class | Petty officer second class | Petty officer second class | Petty officer second class | Petty officer second class | Petty officer second class | Petty officer second class | Petty officer third class | Petty officer third class | Petty officer third class | Petty officer third class | Seaman   | Seaman   | Seaman apprentice | Seaman apprentice | Seaman apprentice | Seaman apprentice | Seaman apprentice | Seaman apprentice | Seaman recruit    | Seaman recruit    |
| Hải quân Hoa Kỳ · | Hạ sĩ quan Cố vấn Cao cấp cho Chủ tịch Hội đồng Tham mưu trưởng Liên quân Hoa Kỳ | Thủy sư tiểu sĩ quan trưởng Hải quân   | Thủy sư tiểu sĩ quan trưởng Hải quân   | Thủy sư tiểu sĩ quan trưởng hạm đội / lực lượng | Thủy sư tiểu sĩ quan trưởng chỉ huy | Thủy sư tiểu sĩ quan trưởng | Tiểu sĩ quan trưởng cao cấp chỉ huy | Tiểu sĩ quan trưởng cao cấp | Tiểu sĩ quan trưởng | Tiểu sĩ quan trưởng | Tiểu sĩ quan hạng nhất    | Tiểu sĩ quan hạng nhất    | Tiểu sĩ quan hạng nhất    | Tiểu sĩ quan hạng nhất    | Tiểu sĩ quan hạng nhất    | Tiểu sĩ quan hạng nhất    | Tiểu sĩ quan hạng nhì      | Tiểu sĩ quan hạng nhì      | Tiểu sĩ quan hạng nhì      | Tiểu sĩ quan hạng nhì      | Tiểu sĩ quan hạng nhì      | Tiểu sĩ quan hạng nhì      | Tiểu sĩ quan hạng ba      | Tiểu sĩ quan hạng ba      | Tiểu sĩ quan hạng ba      | Tiểu sĩ quan hạng ba      | Thủy thủ | Thủy thủ | Thủy thủ tập sự   | Thủy thủ tập sự   | Thủy thủ tập sự   | Thủy thủ tập sự   | Thủy thủ tập sự   | Thủy thủ tập sự   | Tân thủy thủ      | Tân thủy thủ      |
| Viết tắt          | SEAC                                                                             | MCPON                                  | MCPON                                  | FLTCM / FORCM                                   | CMDCM                               | MCPO                        | CMDCS                               | SCPO                        | CPO                 | CPO                 | PO1                       | PO1                       | PO1                       | PO1                       | PO1                       | PO1                       | PO2                        | PO2                        | PO2                        | PO2                        | PO2                        | PO2                        | PO3                       | PO3                       | PO3                       | PO3                       | SN       | SN       | SA                | SA                | SA                | SA                | SA                | SA                | SR                | SR                |

## Hệ thống quân hàm trong quân chủng thủy quân lục chiến

### Hệ thống quân hàm Sĩ quan
| Bậc Lương                    | Đặc biệt             | Đặc biệt             | O-10      | O-10      | O-9                | O-9                | O-8           | O-8           | O-7               | O-7               | O-6     | O-6     | O-5                | O-5                | O-4      | O-4      | O-3     | O-3     | O-2              | O-2              | O-2              | O-1               | O-1               | O-1               | Không xếp hạng                        | Không xếp hạng                        | Không xếp hạng                        | Không xếp hạng                        | Không xếp hạng                        | Không xếp hạng                        | Không xếp hạng       | Không xếp hạng       | Không xếp hạng       | Không xếp hạng       | Không xếp hạng       | Không xếp hạng       |
| Mã NATO                      | OF-10                | OF-10                | OF-9      | OF-9      | OF-8               | OF-8               | OF-7          | OF-7          | OF-6              | OF-6              | OF-5    | OF-5    | OF-4               | OF-4               | OF-3     | OF-3     | OF-2    | OF-2    | OF-1             | OF-1             | OF-1             | OF-1              | OF-1              | OF-1              | OF(D)                                 | OF(D)                                 | OF(D)                                 | OF(D)                                 | OF(D)                                 | OF(D)                                 | Học viên sĩ quan     | Học viên sĩ quan     | Học viên sĩ quan     | Học viên sĩ quan     | Học viên sĩ quan     | Học viên sĩ quan     |
| ---------------------------- | -------------------- | -------------------- | --------- | --------- | ------------------ | ------------------ | ------------- | ------------- | ----------------- | ----------------- | ------- | ------- | ------------------ | ------------------ | -------- | -------- | ------- | ------- | ---------------- | ---------------- | ---------------- | ----------------- | ----------------- | ----------------- | ------------------------------------- | ------------------------------------- | ------------------------------------- | ------------------------------------- | ------------------------------------- | ------------------------------------- | -------------------- | -------------------- | -------------------- | -------------------- | -------------------- | -------------------- |
| Thủy quân lục chiến Hoa Kỳ · | Không có tương đương | Không có tương đương |           |           |                    |                    |               |               |                   |                   |         |         |                    |                    |          |          |         |         |                  |                  |                  |                   |                   |                   | (Nhiều phù hiệu)                      | (Nhiều phù hiệu)                      | (Nhiều phù hiệu)                      | (Nhiều phù hiệu)                      | (Nhiều phù hiệu)                      | (Nhiều phù hiệu)                      | Không có tương đương | Không có tương đương | Không có tương đương | Không có tương đương | Không có tương đương | Không có tương đương |
| Thủy quân lục chiến Hoa Kỳ · | Không có tương đương | Không có tương đương | General   | General   | Lieutenant general | Lieutenant general | Major general | Major general | Brigadier general | Brigadier general | Colonel | Colonel | Lieutenant colonel | Lieutenant colonel | Major    | Major    | Captain | Captain | First lieutenant | First lieutenant | First lieutenant | Second lieutenant | Second lieutenant | Second lieutenant | Midshipman / Officer candidate        | Midshipman / Officer candidate        | Midshipman / Officer candidate        | Midshipman / Officer candidate        | Midshipman / Officer candidate        | Midshipman / Officer candidate        | Không có tương đương | Không có tương đương | Không có tương đương | Không có tương đương | Không có tương đương | Không có tương đương |
| Thủy quân lục chiến Hoa Kỳ · | Không có tương đương | Không có tương đương | Đại tướng | Đại tướng | Trung tướng        | Trung tướng        | Thiếu tướng   | Thiếu tướng   | Tướng Lữ đoàn     | Tướng Lữ đoàn     | Đại tá  | Đại tá  | Trung tá           | Trung tá           | Thiếu tá | Thiếu tá | Đại úy  | Đại úy  | Trung úy         | Trung úy         | Trung úy         | Thiếu úy          | Thiếu úy          | Thiếu úy          | Sĩ quan boong giữa / Ứng viên sĩ quan | Sĩ quan boong giữa / Ứng viên sĩ quan | Sĩ quan boong giữa / Ứng viên sĩ quan | Sĩ quan boong giữa / Ứng viên sĩ quan | Sĩ quan boong giữa / Ứng viên sĩ quan | Sĩ quan boong giữa / Ứng viên sĩ quan | Không có tương đương | Không có tương đương | Không có tương đương | Không có tương đương | Không có tương đương | Không có tương đương |
| Viết tắt                     | Không có             | Không có             | Gen       | Gen       | LtGen              | LtGen              | MajGen        | MajGen        | BGen              | BGen              | Col     | Col     | LtCol              | LtCol              | Maj      | Maj      | Capt    | Capt    | 1stLt            | 1stLt            | 1stLt            | 2ndLt             | 2ndLt             | 2ndLt             | MID / OC                              | MID / OC                              | MID / OC                              | MID / OC                              | MID / OC                              | MID / OC                              | Không có             | Không có             | Không có             | Không có             | Không có             | Không có             |

### Hệ thống quân hàm Hạ sĩ quan, Binh sĩ
| Bậc Lương                    | Đặc Biệt                                                                         | Đặc Biệt                                       | Đặc Biệt                                       | E-9              | E-9              | E-9                     | E-8            | E-8             | E-7               | E-7               | E-6               | E-6               | E-6               | E-6               | E-6               | E-6               | E-5      | E-5      | E-5      | E-5      | E-5      | E-5      | E-4      | E-4      | E-4      | E-4      | E-3            | E-3            | E-2                 | E-2                 | E-2                 | E-2                 | E-2                 | E-2                 | E-1               | E-1               |
| Mã NATO                      | OR-9                                                                             | OR-9                                           | OR-9                                           | OR-9             | OR-9             | OR-9                    | OR-8           | OR-8            | OR-7              | OR-7              | OR-6              | OR-6              | OR-6              | OR-6              | OR-6              | OR-6              | OR-5     | OR-5     | OR-5     | OR-5     | OR-5     | OR-5     | OR-4     | OR-4     | OR-4     | OR-4     | OR-3           | OR-3           | OR-2                | OR-2                | OR-2                | OR-2                | OR-2                | OR-2                | OR-1              | OR-1              |
| ---------------------------- | -------------------------------------------------------------------------------- | ---------------------------------------------- | ---------------------------------------------- | ---------------- | ---------------- | ----------------------- | -------------- | --------------- | ----------------- | ----------------- | ----------------- | ----------------- | ----------------- | ----------------- | ----------------- | ----------------- | -------- | -------- | -------- | -------- | -------- | -------- | -------- | -------- | -------- | -------- | -------------- | -------------- | ------------------- | ------------------- | ------------------- | ------------------- | ------------------- | ------------------- | ----------------- | ----------------- |
| Thủy quân lục chiến Hoa Kỳ · | [ a ]                                                                            | [ a ]                                          | [ a ]                                          |                  |                  |                         |                |                 |                   |                   |                   |                   |                   |                   |                   |                   |          |          |          |          |          |          |          |          |          |          |                |                |                     |                     |                     |                     |                     |                     | Không có phù hiệu | Không có phù hiệu |
| Thủy quân lục chiến Hoa Kỳ · | Senior Enlisted Advisor to the Chairman                                          | Sergeant Major of the Marine Corps             | Sergeant Major of the Marine Corps             | Sergeant major   | Sergeant major   | Master gunnery sergeant | First sergeant | Master sergeant | Gunnery sergeant  | Gunnery sergeant  | Staff sergeant    | Staff sergeant    | Staff sergeant    | Staff sergeant    | Staff sergeant    | Staff sergeant    | Sergeant | Sergeant | Sergeant | Sergeant | Sergeant | Sergeant | Corporal | Corporal | Corporal | Corporal | Lance corporal | Lance corporal | Private first class | Private first class | Private first class | Private first class | Private first class | Private first class | Private           | Private           |
| Thủy quân lục chiến Hoa Kỳ · | Hạ sĩ quan Cố vấn Cao cấp cho Chủ tịch Hội đồng Tham mưu trưởng Liên quân Hoa Kỳ | Thượng sĩ Cố vấn Quân đoàn Thủy quân Lục chiến | Thượng sĩ Cố vấn Quân đoàn Thủy quân Lục chiến | Thượng sĩ Cố vấn | Thượng sĩ Cố vấn | Thượng sĩ Quân khí      | Thượng sĩ nhất | Thượng sĩ       | Trung sĩ Quân khí | Trung sĩ Quân khí | Trung sĩ tham mưu | Trung sĩ tham mưu | Trung sĩ tham mưu | Trung sĩ tham mưu | Trung sĩ tham mưu | Trung sĩ tham mưu | Trung sĩ | Trung sĩ | Trung sĩ | Trung sĩ | Trung sĩ | Trung sĩ | Hạ sĩ    | Hạ sĩ    | Hạ sĩ    | Hạ sĩ    | Hạ sĩ phụ tá   | Hạ sĩ phụ tá   | Binh nhất           | Binh nhất           | Binh nhất           | Binh nhất           | Binh nhất           | Binh nhất           | Binh / Binh nhì   | Binh / Binh nhì   |
| Viết tắt                     | SEAC                                                                             | SMMC                                           | SMMC                                           | SgtMaj           | SgtMaj           | MGySgt                  | 1stSgt         | MSgt            | GySgt             | GySgt             | SSgt              | SSgt              | SSgt              | SSgt              | SSgt              | SSgt              | Sgt      | Sgt      | Sgt      | Sgt      | Sgt      | Sgt      | Cpl      | Cpl      | Cpl      | Cpl      | LCpl           | LCpl           | PFC                 | PFC                 | PFC                 | PFC                 | PFC                 | PFC                 | Pvt               | Pvt               |

## Hệ thống quân hàm Quân nhân Chuyên nghiệp (Warrant Officer)
Quân nhân Chuyên nghiệp là những quân nhân của một lĩnh vực nhất định đã được kiểm tra về kỹ năng, kinh nghiệm, được tuyển lựa, rồi được đào tạo nâng cao (Quân cụ, Quân nhu, Điều vận, Vũ khí, Phi công trực thăng,...).
Dịch Warrant Officer thành chuẩn úy là chưa chuẩn xác. WO1 và CWO2 cùng với Thiếu úy (O1), Trung úy (O2), Đại úy (O3) nằm trong nhóm sĩ quan cấp úy. CWO3 - CWO4 - CWO5 cùng với Thiếu tá (O4), Trung tá (O5), Đại tá (O6) nằm trong nhóm sĩ quan cấp tá.
Trừ WO1, những quân nhân Chuyên nghiệp từ CW2 trở lên cũng do Tổng thống chỉ định phục vụ liên bang bằng một sắc lệnh hành pháp y như các sĩ quan. Các gọi khá là đa dạng ở các quân chủng khác nhau. Ví dụ như một người có họ là Smith. Ở Lục quân sẽ được gọi là "Mr./Mrs. Smith", "Chief Smith", đơn giản hơn chỉ là Chief. Thủy quân gọi đầy đủ là "Warrant Officer Smith". Hải quân gọi là "Warrant Officer Smith", "Mr./Mrs. Officer Smith", không bao giờ gọi là Chief, vì Chief là dành cho các Trung sĩ nhất - Chief Petty Officer trở lên.
Lục quân (Army), Hải quân (Navy), Thủy quân Lục chiến (Marine), Không quân (Air Force), Tuần Duyên (Coast Guard) đều có ngạch Quân nhân Chuyên nghiệp (Warrant Oficer).
| Mã Hoa Kỳ                        | W-5                              | W-5                              | W-4                              | W-4                              | W-3                              | W-3                              | W-2                              | W-2                              | W-1                       | W-1                  |
| Mã NATO                          | WO-5                             | WO-5                             | WO-4                             | WO-4                             | WO-3                             | WO-3                             | WO-2                             | WO-2                             | WO-1                      | WO-1                 |
| -------------------------------- | -------------------------------- | -------------------------------- | -------------------------------- | -------------------------------- | -------------------------------- | -------------------------------- | -------------------------------- | -------------------------------- | ------------------------- | -------------------- |
| Lục quân Hoa Kỳ ·                |                                  |                                  |                                  |                                  |                                  |                                  |                                  |                                  |                           |                      |
| Chief warrant officer 5          | Chief warrant officer 5          | Chief warrant officer 4          | Chief warrant officer 4          | Chief warrant officer 3          | Chief warrant officer 3          | Chief warrant officer 2          | Chief warrant officer 2          | Warrant officer 1                | Warrant officer 1         |                      |
| Trưởng quân nhân chuyên nghiệp 5 | Trưởng quân nhân chuyên nghiệp 5 | Trưởng quân nhân chuyên nghiệp 4 | Trưởng quân nhân chuyên nghiệp 4 | Trưởng quân nhân chuyên nghiệp 3 | Trưởng quân nhân chuyên nghiệp 3 | Trưởng quân nhân chuyên nghiệp 2 | Trưởng quân nhân chuyên nghiệp 2 | Quân nhân chuyên nghiệp 1        | Quân nhân chuyên nghiệp 1 |                      |
| Hải quân Hoa Kỳ ·                |                                  |                                  |                                  |                                  |                                  |                                  |                                  |                                  |                           |                      |
| Chief warrant officer 5          | Chief warrant officer 5          | Chief warrant officer 4          | Chief warrant officer 4          | Chief warrant officer 3          | Chief warrant officer 3          | Chief warrant officer 2          | Chief warrant officer 2          | Warrant officer 1                | Warrant officer 1         |                      |
| Trưởng quân nhân chuyên nghiệp 5 | Trưởng quân nhân chuyên nghiệp 5 | Trưởng quân nhân chuyên nghiệp 4 | Trưởng quân nhân chuyên nghiệp 4 | Trưởng quân nhân chuyên nghiệp 3 | Trưởng quân nhân chuyên nghiệp 3 | Trưởng quân nhân chuyên nghiệp 2 | Trưởng quân nhân chuyên nghiệp 2 | Quân nhân chuyên nghiệp 1        | Quân nhân chuyên nghiệp 1 |                      |
| Thủy quân lục chiến Hoa Kỳ ·     |                                  |                                  |                                  |                                  |                                  |                                  |                                  |                                  |                           |                      |
| Chief warrant officer 5          | Chief warrant officer 5          | Chief warrant officer 4          | Chief warrant officer 4          | Chief warrant officer 3          | Chief warrant officer 3          | Chief warrant officer 2          | Chief warrant officer 2          | Warrant officer 1                | Warrant officer 1         |                      |
| Trưởng quân nhân chuyên nghiệp 5 | Trưởng quân nhân chuyên nghiệp 5 | Trưởng quân nhân chuyên nghiệp 4 | Trưởng quân nhân chuyên nghiệp 4 | Trưởng quân nhân chuyên nghiệp 3 | Trưởng quân nhân chuyên nghiệp 3 | Trưởng quân nhân chuyên nghiệp 2 | Trưởng quân nhân chuyên nghiệp 2 | Quân nhân chuyên nghiệp 1        | Quân nhân chuyên nghiệp 1 |                      |
| Tuần duyên Hoa Kỳ ·              | Không có tương đương             | Không có tương đương             |                                  |                                  |                                  |                                  |                                  |                                  | Không có tương đương      | Không có tương đương |
| Tuần duyên Hoa Kỳ ·              | Không có tương đương             | Không có tương đương             | Chief warrant officer 4          | Chief warrant officer 4          | Chief warrant officer 3          | Chief warrant officer 3          | Chief warrant officer 2          | Chief warrant officer 2          | Không có tương đương      | Không có tương đương |
| Tuần duyên Hoa Kỳ ·              | Không có tương đương             | Không có tương đương             | Trưởng quân nhân chuyên nghiệp 4 | Trưởng quân nhân chuyên nghiệp 4 | Trưởng quân nhân chuyên nghiệp 3 | Trưởng quân nhân chuyên nghiệp 3 | Trưởng quân nhân chuyên nghiệp 2 | Trưởng quân nhân chuyên nghiệp 2 | Không có tương đương      | Không có tương đương |
| Viết tắt                         | CWO-5                            | CWO-5                            | CWO-4                            | CWO-4                            | CWO-3                            | CWO-3                            | CWO-2                            | CWO-2                            | WO-1                      | WO-1                 |

## So sánh cấp bậc tương đương giữa các quân chủng
| Flag Officers         | Flag Officers                         | Flag Officers                                                 | Flag Officers                          | Flag Officers                                       |
| Bậc lương             | Army                                  | Navy                                                          | Marine Corps                           | Air Force                                           |
| --------------------- | ------------------------------------- | ------------------------------------------------------------- | -------------------------------------- | --------------------------------------------------- |
| Special               | General of the Armies                 | Admiral of the Navy                                           |                                        |                                                     |
| Special               | General of the Army                   | Fleet Admiral                                                 |                                        | General of the Air Force                            |
| O-10                  | General                               | Admiral                                                       | General                                | General                                             |
| O-9                   | Lt. General                           | Vice Admiral                                                  | Lt. General                            | Lt. General                                         |
| O-8                   | Major General                         | Rear Admiral (upper half)                                     | Major General                          | Major General                                       |
| O-7                   | Brigadier General                     | Rear Admiral (lower half)                                     | Brigadier General                      | Brigadier General                                   |
| Commissioned Officers |                                       |                                                               |                                        |                                                     |
| O-6                   | Colonel                               | Captain                                                       | Colonel                                | Colonel                                             |
| O-5                   | Lt. Colonel                           | Commander                                                     | Lt. Colonel                            | Lt. Colonel                                         |
| O-4                   | Major                                 | Lt. Commander                                                 | Major                                  | Major                                               |
| O-3                   | Captain                               | Lieutenant                                                    | Captain                                | Captain                                             |
| O-2                   | 1st Lieutenant                        | Lieutenant, JG                                                | 1st Lieutenant                         | 1st Lieutenant                                      |
| O-1                   | 2nd Lieutenant                        | Ensign                                                        | 2nd Lieutenant                         | 2nd Lieutenant                                      |
| Warrant Officers      |                                       |                                                               |                                        |                                                     |
| W-5                   | Chief Warrant Officer, Five           | Chief Warrant Officer, Five                                   | Chief Warrant Officer, Five            |                                                     |
| W-4                   | Chief Warrant Officer, Four           | Chief Warrant Officer, Four                                   | Chief Warrant Officer, Four            |                                                     |
| W-3                   | Chief Warrant Officer, Three          | Chief Warrant Officer, Three                                  | Chief Warrant Officer, Three           |                                                     |
| W-2                   | Chief Warrant Officer, Two            | Chief Warrant Officer, Two                                    | Chief Warrant Officer, Two             |                                                     |
| W-1                   | Warrant Officer, One                  | Warrant Officer, One                                          | Warrant Officer, One                   |                                                     |
| Enlisted Servicemen   |                                       |                                                               |                                        |                                                     |
| E-9 (Special)         | Sergeant Major of the Army            | Master Chief Petty Officer of the Navy/Coast Guard            | Sergeant Major of the Marine Corps     | Chief Master Sergeant of the Air Force              |
| E-9                   | Sergeant Major Command Sergeant Major | Master Chief Petty Officer Command Master Chief Petty Officer | Master Gunnery Sergeant Sergeant Major | Chief Master Sergeant Command Chief Master Sergeant |
| E-8                   | Master Sergeant First Sergeant        | Senior Chief Petty Officer                                    | Master Sergeant First Sergeant         | Senior Master Sergeant                              |
| E-7                   | Sergeant First Class                  | Chief Petty Officer                                           | Gunnery Sergeant                       | Master Sergeant                                     |
| E-6                   | Staff Sergeant                        | Petty Officer First Class                                     | Staff Sergeant                         | Technical Sergeant                                  |
| E-5                   | Sergeant                              | Petty Officer Second Class                                    | Sergeant                               | Staff Sergeant                                      |
| E-4                   | Specialist/Corporal                   | Petty Officer Third Class                                     | Corporal                               | Senior Airman                                       |
| E-3                   | Private First Class                   | Seaman                                                        | Lance Corporal                         | Airman First Class                                  |
| E-2                   | Private                               | Seaman Apprentice                                             | Private First Class                    | Airman                                              |
| E-1                   | Private                               | Seaman Recruit                                                | Private                                | Airman Basic                                        |

## Lịch sử
Hệ thống cấp bậc quân sự Hoa Kỳ có nguồn gốc từ truyền thống quân sự Anh, vì vậy có sự tương tự trong hệ thống cấp bậc và chức vụ. Vào thời điểm đầu năm 1776, các bộ quân phục vẫn chưa có các cấp hiệu và việc phân biệt cấp bậc trong hệ thống chỉ huy là cả một vấn đề. Để giải quyết vấn đề này, tướng George Washington đã viết:
"Khi đội quân lục địa không có đồng phục, và do đó nhiều bất tiện phải nảy sinh từ việc không thể phân biệt được các sĩ quan với các binh sĩ [...], vì vậy, cần thiết rằng cần phải có ngay lập tức các cấp hiệu phân biệt, ví dụ như sĩ quan cấp tá có thể mang cockade (một loại nơ) màu đỏ hoặc màu hồng trên mũ của họ, các đại úy là màu vàng hoặc màu vàng sẫm, và sĩ quan cấp dưới thì mang màu xanh lá cây. 
Năm 1780, các ngôi sao bạc được quy định sử dụng làm cấp hiệu các tướng lĩnh, được đeo trên cầu vai tua (epaulette). Từ 1821 đến 1832, Lục quân sử dụng ký hiệu chữ V (chevron), mà ngày nay vẫn còn tồn tại trong hệ thống cấp hiệu cho các học viên sĩ quan tại Học viện Quân sự West Point.
Năm 1832, hệ thống cấp hiệu được áp dụng cho tất cả các sĩ quan, và các đại tá bắt đầu đeo cấp hiệu chim ưng quen thuộc với ngày nay. Các cấp hiệu của bộ binh được sử dụng bạc, trong khi tất cả các ngành quân sự khác quân chủng đều sử dụng vàng. Để cấp hiệu có thể phân biệt được rõ ràng, chúng được đặt trên nền khác màu; Nghĩa là, các đại tá bộ binh đeo cấp hiệu chim ưng vàng trên nền bạc và tất cả các đại tá khác là chim ưng bạc trên nền vàng. Bấy giờ chưa có các phân biệt rõ ràng giữa các cấp bậc trung tá và thiếu tá, đại úy và trung úy. Chúng chỉ hơi khác nhau về kích thước cấp hiệu.
Vào năm 1836, kiểu cấp hiệu đai vai được sử dụng để thay thế cho cấp hiệu cầu vai (với tua) trong các nhiệm vụ thực địa. Các đai vai sử dụng màu nền kết hợp với cấp hiệu để thể hiện cấp bậc quân hàm. Đó là nền vàng với cấp hiệu bạc cho tất cả các sĩ quan chuyên ngành, trừ các sĩ quan bộ binh có thêm nền bạc với cấp hiệu vàng. Cũng vào thời điểm đó, các cấp bậc trung úy và chuyên ngành đã được phép, cấp hiệu đại úy được quy định với hai thanh khối, và cấp hiệu trung úy giữ lại một khối.
Năm 1851, nó được quyết định chỉ sử dụng đại bàng bạc cho các đại tá, như là một vấn đề của nền kinh tế. Con đại bàng bạc được lựa chọn dựa trên thực tế là có nhiều đại tá với đại bàng bạc hơn  những người có đại bàng vàng, chủ yếu là bộ binh và pháo binh, do đó rẻ khi thay thế vàng trong bộ binh. Vào thời điểm đó trên dây đai vai, các trung tá mặc một chiếc lá bạc thêu; Chuyên ngành có một chiếc lá thêu bằng vàng; Và các thuyền trưởng và các trung uý mặc những thanh vàng. Viên trung uý thứ hai không có dấu huy hiệu, nhưng sự hiện diện của một dây cao su hoặc dây đeo vai đã xác định anh ta như một sĩ quan được ủy nhiệm. Đối với các chuyên ngành, dây đeo vai có lá cây sồi, nhưng giống như trung uý, Không có huy hiệu cấp. Tuy nhiên, phần lớn vẫn còn có thể phân biệt được với viên trung uý thứ hai do các tấm áo choàng bằng vải Ê-căng-đan phức tạp hơn được mặc bởi các nhân viên cấp trường.
Năm 1872, các tấm tháp được tháo bỏ cho các sĩ quan và được thay thế bởi vai hải lý. Vì vậy vai không có rìa, nên cần phải thay đổi một số huy hiệu trên bộ đồng phục để phân biệt người lớn từ hơn kể từ cấp trung uý. Cùng năm đó, các thanh trên vai của các thuyền trưởng và các trung úy đầu tiên đã được đổi từ vàng sang bạc.
Vào năm 1917 và thời kỳ Thế chiến thứ nhất, bộ đồng phục phục vụ đồ oliu đã dần dần được sử dụng thường xuyên hơn và đồng phục màu xanh chỉ được mặc vào buổi tối và dịp trang phục. Kết quả là huy hiệu kim loại được cho phép mặc trên đồng phục phục vụ trên vòng đai vai và trên cổ áo của áo sơ mi khi mặc mà không cần áo khoác. Ngay sau khi Hoa Kỳ bước vào cuộc chiến tranh, chỉ có đồng phục lụa olive đã được mặc. Sự cần thiết cho một huy hiệu cho trung uý thứ hai trở nên khẩn cấp. Trong số các đề nghị này là một trong những ủy quyền cho rằng lớp một thanh đơn, trung đội trưởng hai thanh, và đội trưởng ba thanh. Tuy nhiên, chính sách tạo ra sự thay đổi nhỏ có thể đạt được, và một thanh vàng đã được thông qua năm 1917.

## Bạc so với vàng
Về phương diện truyền thống, những thay đổi này tạo ra tình huống tò mò của vàng vượt trội bạc. Một lời giải thích từ một số sĩ quan cho thấy là vàng có thể uốn được nhiều hơn so với bạc, nên người mang đang "đúc" cho mình trách nhiệm - như một sĩ quan cấp cơ sở (trong khi là trung uý) hoặc một viên chức cấp cơ sở. Một lý do khác, có lẽ ban đầu được nghĩ ra như là một công cụ để tuyển dụng để phân loại sự nhầm lẫn, đề xuất rằng các biểu tượng được thể hiện theo thứ càng gần bầu trời. Vàng kim loại sâu trong mặt đất, hơn cả bạc, tiếp theo là những lá trên một cái cây, tiếp là những con đại bàng bay trên cây, và cuối cùng là các ngôi sao trong không gian. Trong thực tế, sự ưu tiên của vàng vượt trội bạc là kết quả của quyết định năm 1851 để chọn bạc hơn vàng như là một vấn đề của nền kinh tế.

## Thống tướng/Đại Thống tướng
Mặc dù hiện nay không được sử dụng, cấp bậc đặc biệt đã được Quốc hội Hoa Kỳ phong cho mười một sĩ quan. Bảy tướng đã được thăng cấp Thống tướng Hoa Kỳ là William Tecumseh Sherman, Philip Sheridan, George Marshall, Douglas MacArthur, Dwight D. Eisenhower, Henry H. Arnold, Omar Bradley. Trong khi ba vị tướng được thăng cấp bậc Đại Thống tướng của Hoa Kỳ là John J. Pershing (phong năm 1919), George Washington (phong năm 1976) và Ulysses S. Grant (phong năm 2022). Ngoài ra còn có một vị được phong Đô đốc Hải quân (tương đương với Đại Thống tướng) là George Dewey (phong năm 1898).
Quốc hội tạo ra các cấp bậc đặc biệt cho Washington, mặc dù trong khi sống ông chưa bao giờ chính thức chấp nhận danh xưng. Pershing nhận được thăng cấp năm 1919 và được phép chọn huy hiệu riêng của mình; ông đã chọn sử dụng bốn ngôi sao vàng. Trong khi một thiết kế lập luận cho cấp bậc của quân đội đã được đề xuất sử dụng sáu ngôi sao bạc khi việc đề cử Douglas MacArthur lên vị trí này vào năm 1945, đến nay không có thiết kế nào được chính thức được cho phép. Mặc dù Pershing đã được phong năm 1919 và về mặt thực tế Pershing có ngày xếp hạng trước Washington, tuy nhiên luật mới này đã chỉ rõ rằng không sĩ quan nào của Quân đội Hoa Kỳ nên vượt lên Washington bao gồm Pershing. Do đó, Washington đã được vĩnh viễn vượt trội hơn tất cả các sĩ quan khác của Lực lượng Vũ trang Hoa Kỳ, trong quá khứ và hiện tại. Khi Grant được truy phong Đại Thống tướng năm 2022, đạo luật của Quốc hội cũng chỉ rõ rằng cấp bậc của Grant chỉ ngang bằng với cấp bậc của Pershing, chứ không ngang hàng với cấp bậc của Washington.
Trong khi không có sĩ quan quân đội nào giữ được một trong hai cấp bậc này, ngày nay bậc Thống tướng Lục quân và huy hiệu năm sao được thiết kế năm 1944 vẫn được phép sử dụng trong chiến tranh. Quốc hội có thể thăng các vị tướng vào cấp bậc này cho các chiến dịch chiến tranh thành công, hoặc để cung cấp cho các viên chức quân sự cấp bậc cho các đối tác nước ngoài trong các liên minh chung.

### Quân hàm Thống tướng/ Đại thống tướng qua các giai đoạn
| | General of the Army (1866-1872) | General of the Army (1872-1888) | Pershing's Insignia | General of the Army (1944-1981) |  |
| Tên gọi | Thống tướng Lục Quân1           | Thống tướng Lục Quân2           | Đại Thống tướng3    | Thống tướng Lục Quân4           |  |
| 1 Được dùng bởi Grant (từ 1866 đến 1872). 2 Được dùng bởi Sherman (từ 1872 đến 1888) và Sheridan (1888). 3 Pershing tự chọn cho mình (từ 1919 đến 1948). 4 Được dùng bởi Marshall (1944–1959), MacArthur (1944–1964), Eisenhower (1944–1969), Arnold (1944–1950), and Bradley (1950–1981). |                                 |                                 |                     |                                 |  |